# 台灣足球俱樂部列表
台灣足球俱樂部列表收錄台灣一般足球俱樂部及大學、高中足球學校代表隊名單。

## 中華民國足球協會主辦之聯賽登錄俱樂部

### 台灣企業甲級足球聯賽
- 高市台電
- 北市大同
- 航源FC
- 璉紅臺體
- 南市台鋼
- 展逸天行者
- 台中Futuro
- 台灣中油

### 台灣乙級足球聯賽
- 銘傳大學
- Play One男子足球隊
- 桃園國際
- ACA
- S.F.I.
- 高雄足球俱樂部
- 通捷足球俱樂部
- 巴瑟競技俱樂部

### 台灣木蘭足球聯賽
- 臺北熊讚女子足球隊
- 新北航源女子足球隊
- 花蓮女子足球隊
- 新竹FC女子足球隊
- 台中藍鯨女子足球隊
- 高雄陽信銀行女子足球隊

### 不再參賽球隊
- 台北SCSC女子足球隊
- 台北皇家蔚藍

### 解散的球隊
- 台北銀行足球隊
- 飛駝足球隊
- 忠駝足球隊
- 台灣國訓足球隊

## 未登錄中華民國足球協會之自發性俱樂部

### 北台灣
- Otter FC
- 天虎足球俱樂部
- 基隆黑鳶足球俱樂部
- 台北河床足球俱樂部
- 台北都會足球隊
- 東湖足球俱樂部
- 東南風足球俱樂部
- 藍鯨足球俱樂部
- 內湖風神足球俱樂部
- 飛球世達足球俱樂部
- 新竹宇宙聯足球俱樂部 (HsinChu Cosmos United FC)  （页面存档备份，存于） (新竹縣)
- Cloudwalkerz FC
- 新竹 Silicon FC

### 中台灣
- 虎青足球隊 (雲林縣)

### 南台灣
- 恆春足球俱樂部 (高雄市 HCFC)
- 台南運動俱樂部（Tainan Sporting Club）
- 台南狼足球俱樂部
- 台南鳳凰足球會 (Tainan Phoenix, 外籍球隊)[永久]
- 雷鳥足球俱樂部 (高雄市)
- 高雄百步蛇足球俱樂部 (Kaohsiung 100 Pacers Football Club, 外籍球隊)
- 高雄巨大足球俱樂部 (Kaohsiung Massive Football Club, 外籍球隊)

## 中華民國大專院校體育總會登錄之學校代表隊
- 臺灣體大足球隊
- 銘傳大學足球隊
- 北市大足球隊
- 義守大學足球隊

## 中華民國高級中等學校體育總會登錄之學校代表隊
以下所列球隊係曾經參加高中足球聯賽者。

### 北區
- 宜蘭高中足球隊
- 花蓮高中足球隊
- 花蓮高農足球隊
- 泰北高中足球隊
- 三重高中足球隊
- 清水高中足球隊

### 南區
- 惠文高中足球隊
- 北門高中足球隊
- 新豐高中足球隊
- 中正高工足球隊
- 中山工商足球隊
- 路竹高中足球隊